# BL 9.2 inch Railway Gun
Il Ordnance BL 9.2 inch gun on truck, railway era un modello di cannone ferroviario che montava una varietà di bocche da fuoco navali di surplus da 233 mm e la Mk XIII appositamente progettata su diverse piattaforme ferroviarie, al fine di fornire un'artiglieria pesante mobile a lungo raggio sul fronte occidentale durante la Grande Guerra. La versione Mk XIII rimase in servizio per la difesa del territorio metropolitano britannico fino alla fine della seconda guerra mondiale.

## Storia

### Seconda guerra boera

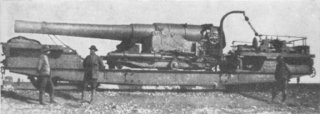
Il cannone a Belfast, agosto 1900.

Un cannone ferroviario da 9.2 inch venne schierato per la prima volta nel 1900. I britannici montarono un cannone da 9.2 inch delle batterie costiere di Città del Capo su un carro ferroviario e lo inviarono sulla linea ferroviaria sudafricana in supporto all'attacco britannico alle difese boere di Belfast, a nord-est di Johannesburg. La battaglia terminò il 27 agosto 1900, prima che il cannone arrivasse, e poiché i boeri in seguito ricorsero alla guerriglia, questa innovazione non fu utilizzata in azione durante la guerra.

### Prima guerra mondiale
Agli inizi del 1915 una varietà di bocche da fuoco Mk III e Mk VI navali e costiere vennero adattate dalla Elswick Ordnance Company per l'installazione su carri ferroviari e inviate in Francia e Belgio. Le bocche da fuoco erano prive di freno di sparo e rinculavano su lisce su pianale ferroviario ribassato.
Questi primi impianti brandeggiavano solo di 10° a destra e sinistra e per angoli maggiori tutto il carro ferroviario si muoveva su sezioni curve di binario. L'elevazione era limitata a 28° e ciò limitava anche la gittata massima. Nel marzo 1916 venne introdotta una modifica che aumentava l'elevazione a 35°.

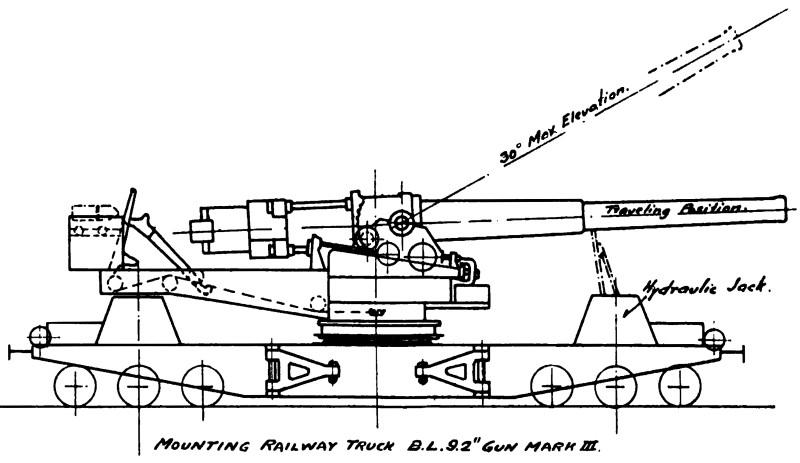
Un cannone Mk X su pianale ferroviario Mk II

Nel giugno 1916 la Elswick produsse un più sofisticato affusto girevole con piattaforma di caricamento, su un pianale "dritto" che montava il pezzo più in alto. Questo veniva abbassato a terra quando in batteria grazie a martinetti di stabilizzazione, consentendo il brandeggio su 360° ed elevazione fino a 30°. Per questo progetto venne utilizzata la più moderna bocca da fuoco Mk X, insieme alle due varianti destinate all'artiglieria costiera australiana (Mk XT), quattro bocche da fuoco Vickers da 45 calibri (Mk XIV) inizialmente destinate al mercato estereo e una da 35 calibri appositamente sviluppata (Mk XIII).

#### Mark XIII
La bocca da fuoco da 35 calibri Mk XIII, appositamente sviluppata per l'impiego ferroviario, aveva una culatta più pesante che consentiva di posizionare gli orecchioni più arretrati, in modo che non fosse troppo depressa alle massime elevazioni della canna. Sul nuovo impianto Mk IV, il cannone Mk XIII poteva essere elevato a 40° e raggiungeva una gittata di 20.670 m. Questi pezzi rimasero in servizio fino al 1945, assegnati alla difesa del territorio metropolitano britannico nella seconda guerra mondiale.

### Impiego in combattimento

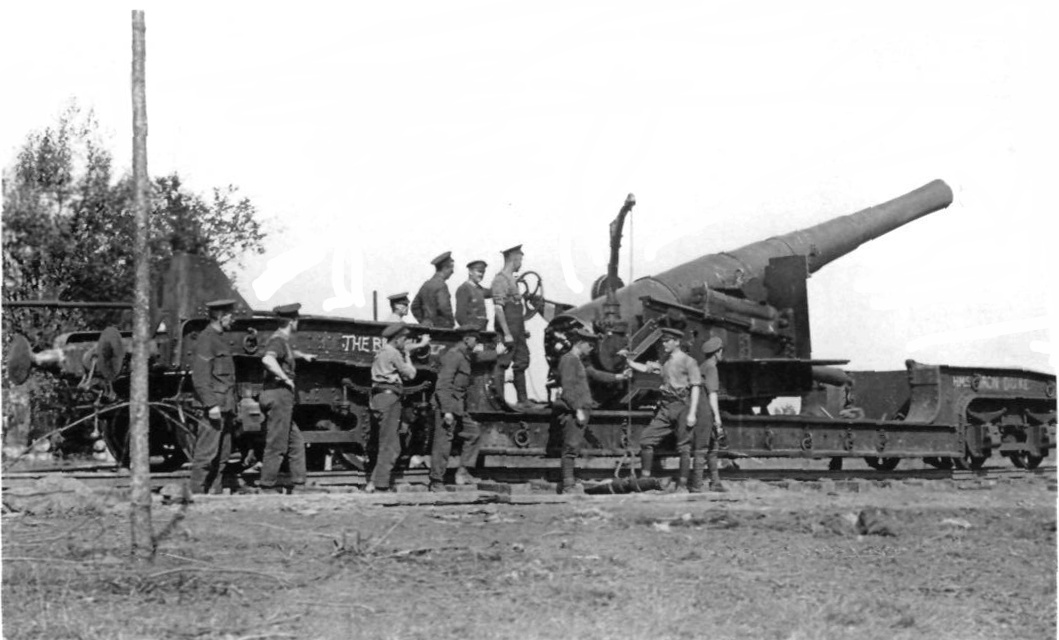
Il cannone ferroviario "HMS Iron Duke", con cannone Mk III* o Mk VI su pianale ribassato Mk I, in azione a Maricourt, battaglia della Somme, settembre 1916.

I cannoni ferroviari da 9.2 inch spararono 45.000 colpi durante la prima guerra mondiale. Al momento dell'Armistizio di Compiègne risultavano in servizio: 

  First Army: 6 cannoni assegnati alla Batterie 366 (2), 461 (2), 523 (2).

  Second Army: 3 cannoni assegnati alla Batterie 45 (2) e 53 (1).

  Third Army: 4 cannoni assegnati alla Batterie 363 (2) e 442 (2).

  Fifth Army: 3 cannoni assegnati alla Batterie 53 (1) e 546 (2).
I cannoni Mk XIII rimasero in servizio fino al 1945. Tutti gli altri furono radiati alla fine della prima guerra mondiale.